# Prémio Nacional de Narrativa (Espanha)
O Prêmio Nacional de Literatura na modalidade de Narrativa é um prémio literário com uma longa trajectória que é entregue anualmente pelo Ministério de Cultura de Espanha.
Premeia a melhor obra na modalidade de narrativa escrita por um autor espanhol, em qualquer dos idiomas espanhóis, entre todas as obras deste género publicadas em Espanha no ano anterior, na sua primeira edição. Está dotado com 20.000 euros.
É um prémio de longa trajectória, já que tem os seus antecedentes na Ordem de criação do Ministério da Governação de 25 de janeiro de 1949.
A sua configuração actual data de 1977. Os seus mais de trinta anos de história permitiram-lhe assistir à renovação do romance espanhol.

## Vencedores

### 1ª época do galardão: Prémio Nacional de Literatura
- 1924 – Huberto Pérez de la Ossa (1897-1983), por La Santa Duquesa
- 1925 – Não foi entregue
- 1926 – Wenceslao Fernández Flórez (1885-1964), por Las siete columnas
- 1927 – Concha Espina (1º) (1869-1955), por Altar mayor
- 1928 – Não foi entregue
- 1929 – Não foi entregue
- 1930 – Não foi entregue
- 1931 – Mauricio Bacarisse (1895-1931), por Los terribles amores de Agliberto y Celedonia
- 1932 – Alejandro Casona (1903-1965), por Flor de leyendas
- 1933 – Não foi entregue
- 1934 – Não foi entregue
- 1935 – Ramón J. Sender (1901-1982), por Míster Witt en el cantón
- 1936 – Ricardo Baroja (1917-1988), por La nao Capitana
- 1937 – Não foi entregue
- 1938 – Não foi entregue
- 1939 – Não foi entregue
- 1940 – Não foi entregue
- 1941 – Não foi entregue
- 1942 – Não foi entregue
- 1943 – Rafael García Serrano (1917-1988), por La fiel Infantería
- 1944 – Não foi entregue
- 1945 – Não foi entregue
- 1946 – Não foi entregue
- 1947 – Vicente Escrivá (1913-1999), por Jornadas de Miguel de Cervantes
- 1948 – Juan Antonio Zunzunegui (1º) (1900-1982), por La úlcera
- 1949 – Não foi entregue

### 2ª época do galardão: Prémio Nacional de Literatura "Miguel de Cervantes" de narrações
- 1950 – Concha Espina (2º) (1869-1955), por Un valle en el mar
- 1951 – Ramón Ledesma Miranda (1901-1963), por La casa de la Fama
- 1952 – José Antonio Giménez-Arnau (1912-1985), por De pantalón largo
- 1953 – José María Gironella (1917-2003), por Los cipreses creen en Dios
- 1954 – Tomás Salvador (1921-1984), por Cuerda de presos
- 1955 – Miguel Delibes (1º) (1920-2010), por Diario de un cazador
- 1956 – Carmen Laforet (1921-2004), por La mujer nueva
- 1957 – Alejandro Núñez Alonso (1905-1982), El lazo de púrpura
- 1958 – José Luis Castillo-Puche (1º) (1919-2004), por Hicieron partes
- 1959 – Ana María Matute (1925-2014), por Los hijos muertos (A obra também obteve o Premio de la Crítica)
- 1960 – Daniel Sueiro (1931-1986), por Los conspiradores (libro de relatos)
- 1961 – Manuel Halcón (1900-1989), por Monólogo de una mujer fría
- 1962 – Juan Antonio Zunzunegui (2º) (1900-1982), por El premio
- 1963 – Salvador García de Pruneda (1912-1996), por La encrucijada de Carabanchel
- 1964 – Declarado deserto
- 1965 – Ignacio Agustí (1913-1974), por 19 de julio (A obra também obteve o Prémio de la Crítica)
- 1966 – Tomás Borrás (1891-1976), por Historias de coral y de jade
- 1967 – Luis de Castresana (1925-1986), por El otro árbol de Guernica
- 1968 – Carlos Rojas (1928), por Auto de fe
- 1969 – Luis Berenguer (1923-1979), por Marea escorada
- 1970 – Ramón Solís Llorente (1923-1978), por La eliminatoria
- 1971 – Ángel Palomino (1919-2004), por Torremolinos Gran Hotel
- 1972 – Não foi entregue
- 1973 – José Luis Martín Abril (1918-1994), por El viento se acuesta al atardecer (libro de relatos)
- 1974 – Aquilino Duque (1931), por El mono azul
- 1975 – Não foi entregue
- 1976 – Não foi entregue

### 3ª época do galardão: Prémio Nacional de Narrativa
- 1977 – José Luis Acquaroni (1919-1983), por Copa de sombra
- 1978 – Carmen Martín Gaite (1925-2000), por El cuarto de atrás
- 1979 – Jesús Fernández Santos (1926-1988), por Extramuros
- 1980 – Alonso Zamora Vicente (1916-2006), por Mesa, sobremesa
- 1981 – Gonzalo Torrente Ballester (1910-1999), por La isla de los jacintos cortados
- 1982 – José Luis Castillo-Puche (2º) (1919-2004), por Conocerás el poso de la nada
- 1983 – Francisco Ayala (1906-2009), por Recuerdos y olvidos, 2. El exilio
- 1984 – Camilo José Cela (1916-2002), por Mazurca para dos muertos
- 1985 – Não foi entregue
- 1986 – Alfredo Conde (1945), por Xa vai o griffón no vento (El Griffón) (escrito em língua galega)
- 1987 – Luis Mateo Díez (1º) (1942), por La fuente de la edad (A obra também obteve o Prémio de la Crítica)
- 1988 – Antonio Muñoz Molina (1º) (1956), por El invierno en Lisboa (A obra também obteve o Premio de la Crítica)
- 1989 – Bernardo Atxaga (1951), por Obabakoak (escrito em euscara)
- 1990 – Luis Landero (1948), por Juegos de la edad tardía (A obra também obteve o Premio de la Crítica)
- 1991 – Manuel Vázquez Montalbán (1939-2003), por Galíndez
- 1992 – Antonio Muñoz Molina (2º) (1956), por El jinete polaco
- 1993 – Luis Goytisolo (1935), por Estatua con palomas
- 1994 – Gustavo Martín Garzo (1948), por El lenguaje de las fuentes
- 1995 – Carme Riera (1948), por Dins el darrer blau (En el último azul) (escrito em catalão)
- 1996 – Manuel Rivas (1957), por ¿Que me queres, amor? (¿Qué me quieres, amor?) (escrito em galego)
- 1997 – Álvaro Pombo (1939), por Donde las mujeres
- 1998 – Alfredo Bryce Echenique (Perú, 1939), por Reo de nocturnidad
- 1999 – Miguel Delibes (2º) (1920-2010), por El hereje
- 2000 – Luis Mateo Díez (2º) (1942), por La ruina del cielo (A obra também obteve o Premio de la Crítica)
- 2001 – Juan Marsé (1933), por Rabos de lagartija (A obra também recebeu Premio de la Crítica)
- 2002 – Unai Elorriaga (1973), por SPrako tranbia (Un tranvía en SP) (escrito em euscara)
- 2003 – Suso de Toro (1956), por Trece badaladas (Trece campanadas) (escrito em galego)
- 2004 – Juan Manuel de Prada (1970), por La vida invisible
- 2005 – Alberto Méndez (1941-2004), por Los girasoles ciegos (A obra também obteve o Premio de la Crítica)
- 2006 – Ramiro Pinilla (1923-2014), por Verdes valles, colinas rojas III. Las cenizas del hierro (A obra também obteve o Premio de la Crítica)
- 2007 – Vicente Molina Foix (1946), por El abrecartas
- 2008 – Juan José Millás (1946), por El mundo
- 2009 – Kirmen Uribe (1970), por Bilbao-New York-Bilbao (escrito em euscara)[1]
- 2010 – Javier Cercas (1962), por Anatomía de un instante
- 2011 – Marcos Giralt Torrente (1968), por Tiempo de vida
- 2012 – Javier Marías (1951), por Los enamoramientos (O autor recusou o prémio por não aceitar galardões de carácter institucional entregues pelo Estado espanhol)[2][3]
- 2013 – José María Merino (1941), por El río del Edén[4]
- 2014 – Rafael Chirbes (1949-2015), por En la orilla (A obra também obteve o Prémio de la Crítica)
- 2015 – Ignacio Martínez de Pisón (1960), por La buena reputación [5]
- 2016 - Cristina Fernández Cubas (1945), por La habitación de Nona[6]
- 2017 - Fernando Aramburu (1959), por Patria[7]
- 2018 - Almudena Grandes[8]

## Autores que obtiveram em duas ocasiões o Prémio Nacional de Narrativa
- Concha Espinha: 1927 e 1950
- Juan Antonio Zunzunegui: 1948 e 1962
- José Luis Castillo-Puche: 1958 e 1982
- Antonio Muñoz Molina: 1988 e 1992
- Miguel Delibes: 1955 e 1999
- Luis Mateo Díez: 1987 e 2000 (único autor que obteve 2 vezes o Prêmio da Crítica)

## Autores que obtiveram com a mesma obra o Prémio Nacional de Narrativa e o Prémio da Crítica de narrativa castelhana
- 1959: Ana María Matute, por Los hijos muertos
- 1966: Ignacio Agustí, por 19 de julio
- 1986: Luis Mateo Díez (1º), por La fuente de la edad
- 1987: Antonio Muñoz Molina por El invierno en Lisboa
- 1989: Luis Landero, por Juegos de la edad tardía
- 1999: Luis Mateo Díez (2º), por La ruina del cielo
- 2000: Juan Marsé, por Rabos de lagartija
- 2004: Alberto Méndez, por Los girasoles ciegos
- 2005: Ramiro Pinilla, por Verdes valles, colinas rojas III. Las cenizas del hierro
- 2013: Rafael Chirbes, por En la orilla